# Тетея
Тетея - деревня в Катангском районе Иркутской области

## География
Деревня находится на реке Тетея

## Население
По данным Всероссийской переписи населения 2010 года население НП составило 37 человек, из них 27
мужчин и 10 женщин

## Власть
Деревня в административном плане относится к Ербогаченскому муниципальному образованию Катангского района
Иркутской области.